# St Ives (Cambridgeshire)
Pour les articles homonymes, voir St Ives.
St Ives est une ville dans le Cambridgeshire en Angleterre. Située à 21,9 kilomètres de Cambridge. Sa population est de 15 811 habitants (2001) Dans Domesday Book de 1086, il a été énuméré comme Slepe.

## Personnalités liées à la ville
- Eadnoth le Jeune (?-1016), fondateur d'un monastère à St Ives ;
- John Ruddy (1986-), footballeur, y est né.